# Margery Kempe
Margery Kempe, počeštěně Kempeová (1373–1438), byla křesťanská mystička a poutnice, jíž je připisována nejstarší autobiografie sepsaná v anglickém jazyce: The Book of Margery Kempe (Kniha Margery Kempeové).

## Život
Margery Kempe se narodila nejspíše roku 1373 ve městě Bishop's Lynn (dnes známo jako King's Lynn) jako Margery Burnham. Pocházela ze zámožné rodiny a její otec byl vlivný občan města. Úspěšný obchodník John Burnham se intenzivně angažoval v tamějších úřadech a zastával mnoho veřejných funkcí, jako například smírčího soudce, soudního lékaře, člena Lynnského parlamentu nebo starosty města. O její matce Isabelle není známo mnoho a v Knize je o ní pouze jedna zmínka.
Využitím svých konexí provdal roku 1339 John svou dceru za Johna Kempa z Lynnu. John byl též uznávaný člen komunity, a to díky otci, jenž vykonával úřad městského pokladníka.

### Manželství a rodina
Manžele Kempeovi nejspíše žili v centru města. Aby zajistili finanční příjem domácnosti, zřídili ve městě pivovar. Jejich podnik však po krátké době selhal. John se na krátkou dobu stal městským pokladníkem, nikdy však nedosáhl úspěchu a vlivu rovného jeho otci. Měli spolu 14 dětí, není však jasné, kolik z nich se dožilo dospělého věku. V Knize se Margery zaměřuje především na svého nejstaršího syna, nesoucího stejné jméno jako jeho otec a dědeček, Johna. O něm je známo, že se stal obchodníkem žijícím v Gdaňsku.

### Duchovní cesta
Margery získala kvalitní náboženské vzdělání, jak dokazují zmínky v její Knize o liturgických a biblických textech či učeních dalších mystiků, jako byla například sv. Brigita Švédská. Tato obeznámenost by byla téměř nemožná bez širšího náboženského vedení.
Její duchovní cesta se více rozvíjela po těžkém porodu jejího prvního dítěte, kdy se Margery dostala do duševní tísně. V Knize popisuje děsivé vize démonů, kteří jí pobízeli k ukončení vlastního života. Takto strávila připoutaná na lůžku sedm měsíců. Tento její stav skončil viděním Krista, který měl přisednout k její posteli a utišit jí. Dále prohlašovala, že ji navštívily i jiné bytosti, například Bůh či Panna Marie a společně spolu diskutovali, nebo že byla přítomna při Ježíšově ukřižování.
Po uzdravení se krátce věnovala podnikání, její podnikatelské aktivity však zkrachovaly a Margery to pochopila jakožto trest od Boha za její pýchu a chamtivost. Tímto začala její nová cesta. Prosila Krista za odpuštění a toužila po životě v cudnosti a odříkání. To však bylo v rozporu s jejími manželskými povinnostmi a až ve 40 letech dostala manželovo svolení k složení slibu čistoty. V této době se též vydala na svou první pouť, a to do Svaté země.
Margery chodila oděná v bílém, hlasitě plakala, vzlykala nad svými hříchy a během liturgie jí často přepadávalo silné duchovní rozrušení. Tyto veřejné projevy budily podezření a Kempe čelila mnohokrát obviněním z pokrytectví, ba dokonce i hereze. Byla opakovaně vyslýchána církevními autoritami, mezi než patřili i arcibiskupové z Canterburry a Yorku. Dále byla obviněna z příslušnosti k lollardům. Toto tvrzení však popírá a v Knize se ani neobjevují myšlenky, jež by rezonovaly s jejich reformními názory.
Po mnoha letech putování se na příkaz samotného Krista vrátila zpět do Norfolku, aby se postarala o svého nemocného manžela. Po jeho smrti se vydala na svou poslední cestu a po návratu, když jí bylo přes 60 let, začala vytvářet vlastní autobiografii – Knihu Margery Kempeové. Té se věnuje až do své smrti. Umírá v Lynnu nejspíše roku 1438.

## Poutě

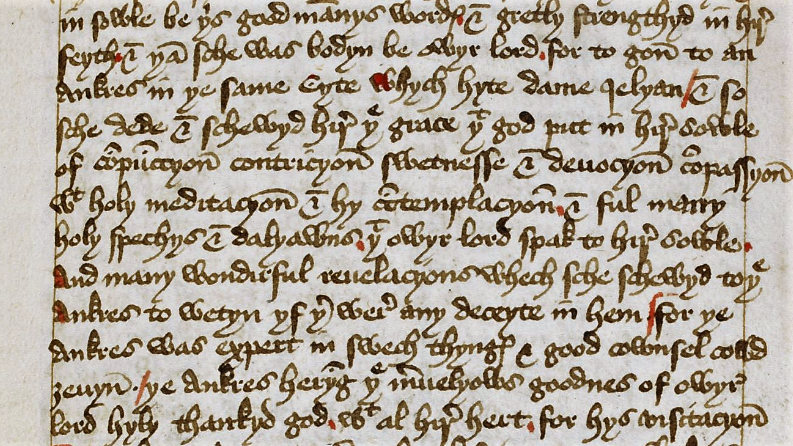
Úrývek ze středověkého opisu Knihy Margery Kempeové, kde se hovoří o její návštěvě Norwiche

### 1413–1415
Kempe navštívila Norwich, kde se nejspíše setkala s Julianou z Norwiche. Rok poté se vydala se skupinou poutníků do Svaté země. Připluli do holandského Zerikzee a odtud podél Rýna do Kostnice. Navštívili též Bolognu a na 13 týdnů se usadili v Benátkách. Dále pokračovali do Palestiny, kde Margery přepadl první, pro ní později charakteristický, hlasitý pláč. Navštívila Boží hrob a v Jeruzalémě pobyla 3 dny. V Knize popisuje situaci, kdy při příjezdu do Jeruzaléma málem spadla z osla, jelikož byla uchvácena tím, co viděla a děkovala Bohu, že jí přivedl do tohoto „pozemského města“.
Cestou zpět do Benátek se zastavila v Římě, kde navštívila kostel Santa Brigida, zasvěcený sv. Brigitě Švédské. Jako většina poutníků pobývala v hospici sv. Tomáše z Canterbury. V Římě chodila oděná celá v bílém, s tím pokračovala i po návratu do Norwiche, kde od mnohých schytala kritiku.

### 1417–1418
Roku 1417 putovala z Bristolu do Santiaga de Compostela. Jejím společníkem se stal Thomas Marshall, který její cestu finančně podpořil. V Santiagu zůstala 14 dní. Cestou zpátky navštívila Klášter v Hailes a dále pokračovala do Leicesteru, kde byla starostou města obviněna z lolardství a uvězněna. V Yorku podstoupila několik výslechů, byla vyšetřována arcibiskupem, který jí prohlásil za kacířku. Margery se však hájila, a nakonec byla po dlouhém procesu propuštěna. Krátce po návratu do Lynnu onemocněla a do roku 1433 nepodnikala další cesty.

### 1433–1434
Margerina poslední cesta se uskutečnila 2 roky po smrti svého manžela a syna. Společně se snachou dopluly do Gdaňsku. Dále navštívila Wilsnack a Cáchy. Cestou zpět do Lynnu se zastavila v Callais, Canterbury a Londýně.

## Dílo: Kniha Margery Kempeové
Jedná se o první autobiografii sepsanou v anglickém jazyce, jež zachycuje život Margery Kempeové. Margery v ní podrobně líčí své zážitky z poutních cest, svou duchovní cestu a vize. Nedozvídáme se však nic o jejím dětství.
Dílo je rozděleno do dvou částí: první má 89 a druhá 10 kapitol. Margery je protagonista i zdroj celého díla a mluví a sobě ve třetí osobě, a to jako o „tomto stvoření“. Není ale osoba, jež dílo fyzicky sepsala. Přestože pocházela ze zámožné vrstvy, neuměla číst ani psát. Nelze o ní však říct, že nebyla vzdělaná. Margery získala své poznatky z toho, co jí četli jiní a následným memorováním textů. Znala rozsáhlé úryvky z Bible, traktát Stimulus amoris, Žebřík dokonalosti od Waltera Hiltona či Incendium amoris od Richarda Rolleho.
Proces sepsání díla je představen již v první části knihy, a to při úvodní básni. Najít osobu, jež by byla ochotna sepsat Margeryn život a spirituální zážitky byl složitý a podílely se na něm minimálně čtyři osoby. Nejprve její vyprávění zapisoval její přítel žijící v Německu. Po jeho smrti se role zapisovatele ujal nejmenovaný kněz, tomu však dosavadní text nedával smysl a po čtyřech letech předal svou roli příteli, jenž měl údajně obdržet dopisy od prvního písaře a být tedy schopen textu porozumět. Ovšem marně. Kněze však trápilo svědomí a modlil se tedy k Bohu, aby v zapisování mohl pokračovat a nakonec se mu to podařilo.

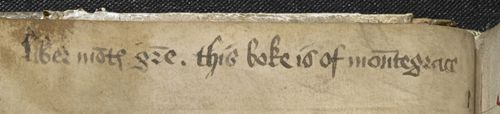
Detail vlastnického nápisu kláštera Mount Grace z Knihy Margery Kempeové

V 15. století objevil písař Salthows dochovaný rukopis a opsal ho. Nelze také vyloučit, že provedl v textu nějaké změny či něco doplnil. Kniha byla dále v rukou mnichů z kartuziánského kláštera Monte Grace v Yorkshire. Vypovídá o tom nápis na titulní straně: Liber Montis Gracie. This boke is of Mountegrace
Kniha byla objevena ve 30. letech 20. století ve městě Derbyshire zaměstnanci Victoria and Albert Muzea. Následně byla identifikovaná jako Kniha Margery Kempe medievistkou Hope Emily Allen v roce 1934.